# رومانیانو سسیا
رومانیانو سسیا (به ایتالیایی: Romagnano Sesia) یک کومونه در ایتالیا است که در استان نووارا واقع شده‌است.

## خصوصیات
رومانیانو سسیا ۱۸٫۱ کیلومترمربع مساحت و ۴٬۰۴۵ نفر جمعیت دارد و ۲۶۶ متر بالاتر از سطح دریا واقع شده‌است.